# Sim Jae-young
Sim Jae-young (14 settembre 1995) è una taekwondoka sudcoreana.

## Palmarès
- Mondiali

Muju 2017: oro nei 46 kg.
Manchester 2019: oro nei 46 kg.